# Církev Řecka

Znak církve

Církev Řecka či Řecká pravoslavná církev (řecky: Εκκλησία της Ελλάδος) je autokefální pravoslavná církev zahrnující část Řecka. Zaujímá 11. místo v diptychonu Konstantinopolského patriarchátu, je státním náboženstvím zakotvené v ústavě Řecka.

## Historie
Historicky spadalo pravoslavné obyvatelstvo dnešního Řecka do jurisdikce Konstantinopolské církve.
S nezávislostí v roce 1822 a vytvořením Řeckého království v roce 1832 se taková situace stala politicky nemožnou; roku 1833 z rozhodnutí bavorských regentů jménem krále Oty I. byla od 23. července mimořádnou deklarací vyhlášena na území království autokefální církve. Hlavou církve se stal král a v rozporu s konfesním právem nebylo vyhlášení autokefální církbe uznáno mateřskou církví Konstantinopolského patriarchátu a dalšími místními pravoslavnými církvemi. Vzniklo schizma, které trvalo 17 let.
Dne 29. června 1850 byla tomosem Konstantinopolského patriarchátu Anthima IV. uznána autokefalita církve, který však stanovil řadu podmínek zajišťujících zvláštní status patriarchátu "Matky církve" v království.
Roku 1924 v souladu s rozhodnutím přijatými na Všepravoslavném kongresu přešla Církev Řecka na novojulianský kalendář, což způsobilo odmítnutí některými laiky a duchovenstvem.
Dne 4. září 1928 na základě Lausannské smlouvy byla mezi řeckou a konstantinopolskou církví sepsána dohoda o 36 eparchiích, které postoupily Řecku. Podle patriarchálního a synodálního výnosu se eparchie tzv. "Nových zemí" (na území Epiru, Makedonie, Západní Thrákie a ostrovů) i když formálně zůstaly pod jurisdikcí Konstantinopolského patriarchátu staly součástí Církve Řecka.
Roku 1935 se tři biskupové, kteří aktivně protestovali proti novému kalendáři rozhodli založit tzv. Řeckou pravoslavnou starostylní církev, která není kanonicky uznána a od 40. let se začala štěpit na menší církevní skupiny.
Během 2. světové války se církev ocitla v obtížné situaci. V první řadě bylo nutné doplnit řady zavražděných kněží: bylo jich asi šest set. Druhým problémem obnova zničených chrámů. Arcibiskup Athén zorganizoval za tímto účelem sbírku darů po celém Řecku.
Od roku 1949 převzal hmotnou péči o duchovenstvo stát. Učitelé seminářů a učitelé Zákona Božího na středních školách jsou v postavení státních úředníků; semináře jsou podporovány státem.

## Řízení církve
Nejvyšší autorita v církvi náleží Svatému synodu (Ιερά Σύνοδος της Ιεραρχίας), jehož členové jsou všichni biskupové církve. Biskupové mají titul metropolitu a jsou jmenováni státem. Hlavou synodu je "Arcibiskup athénský a celého Řecka" (Αρχιεπίσκοπος Αθηνών και πάσης Ελλάδος), který je volen z řad řeckých metropolitu a je uznán do pěti dnů prezidentem Řecka.

## Současný stav
Zahrnuje 81 eparchií z nichž 30 se nachází v severním Řecku a na velkých ostrovech severu (Nová území), které jsou nominálně pod jurisdikcí konstantinopolského patriarchátu. Šest z dvanácti metropolitů Stálého synodu zastupují Nové země. Eparchie na Krétě, Dodekanech, stejně jako všechny monastýry na hoře Athos jsou pod přímou jurisdikcí ekumenického patriarchátu a nejsou považovány za součást řecké církve.

## Věřící
K roku 2018 měla deset milionů členů z 10,74 milionů obyvatel Řecka.
K církvi se tak hlásí většina obyvatel Řecka.

## Duchovenstvo
K 31. prosinci 2010 měla 10 368 duchovních, z nichž 9117 byli v jurisdikci Církve Řecka, 1007 v jurisdikci Krétské pravoslavné církve, 228 v metropoliích Dodekan a 16 v Patmoském patriarchálním exarchátu (Konstantinopolský patriarchát).
Má 200 monastýrů.

### Metropolie
- Archiepiskopie Athény
- Metropolie Aitólie a Akarnánie
- Metropolie Alexandrupoli, Traianoupoli a Samothraké
- Metropolie Argolis
- Metropolie Arta
- Metropolie Demetrias a Almyros
- Metropolie Didymoteicho, Orestiada a Soufli
- Metropolie Drama
- Metropolie Dryinoupolis, Pogoniani a Konitsa
- Metropolie Edessa, Pella, a Almopia
- Metropolie Elassona
- Metropolie Eleia a Oleni
- Metropolie Eleytheroupolis
- Metropolie Filippoi, Neapolis a Thasos
- Metropolie Florina, Prespai a Eordaia
- Metropolie Fokis
- Metropolie Fthiotis
- Metropolie Gortys a Megalopolis
- Metropolie Goumenissa, Axioupoleos a Polykastro
- Metropolie Grevena
- Metropolie Gytheion a Oitylon
- Metropolie Chalkis
- Metropolie Chios
- Metropolie Ierissos, Agion Oros a Ardamerion
- Metropolie Ioannina
- Metropolie Kaisariani, Vyron a Ymittos
- Metropolie Kalavryta a Aigialeia
- Metropolie Karpenision
- Metropolie Karystia a Skyros
- Metropolie Kassandreia
- Metropolie Kastoria
- Metropolie Kefallinia
- Metropolie Kerkyra, Paxoi a Diapontioi Nisoi
- Metropolie Kitros, Katerini, a Platamon
- Metropolie Korint, Sikion, Zemenon, Tarsos a Polyfengos
- Metropolie Kythira
- Metropolie Lagadas
- Metropolie Larisa a Tyrnavos
- Metropolie Lefkas a Ithaki
- Metropolie Lemnos a Agios Efstratios
- Metropolie Mantineia a Kynouria
- Metropolie Maroneia a Komotini
- Metropolie Megara a Salamis
- Metropolie Mesogaia a Lavreotiki
- Metropolie Messinia
- Metropolie Methymna
- Metropolie Monemvasia a Sparta
- Metropolie Mytiléna, Eressos a Plomarion
- Metropolie Nafpaktos a Agios Vlasios
- Metropolie Nea Ionia a Philadelphia
- Metropolie Nea Krini a Kalamaria
- Metropolie Nea Smyrni
- Metropolie Neapolis a Stavroupolis

Metropolie Nikaia
- Metropolie Nikopolis a Preveza
- Metropolie Paramythia, Philiata, Geromerion, a Parga
- Metropolie Paronaxia
- Metropolie Patra
- Metropolie Pireus
- Metropolie Peristerion
- Metropolie Poliana a Kilkis
- Metropolie Samos a Ikaria
- Metropolie Serrai a Nigrita
- Metropolie Servia a Kozani
- Metropolie Siderokastron
- Metropolie Sisanion a Siatista
- Metropolie Soluň
- Metropolie Stagoi a Meteora
- Metropolie Syros, Tinos, Andros, Kea a Milos
- Metropolie Thera, Amorgos, a Nisoi
- Metropolie Thessaliotis and Fanariofersala
- Metropolie Thevai a Levadeia
- Metropolie Trikki a Stagoi
- Metropolie Trifilie a Olympia
- Metropolie Veria, Nausa a Kampanias
- Metropolie Xanthi a Peritheorion
- Metropolie Hydra, Spetsai a Aigina
- Metropolie Zakynthos a Strofades
- Metropolie Zichnai a Nevrokopion

## Seznam nejvyšších představitelů církve

### Metropolité Athén
- 1833–1861 Neofytos (Metaxas)
- 1861–1862 Misail (Apostolidis)
- 1862–1873 Theofilos (Vlachopapadopoulos)
- 1874–1889 Prokopios (Georgiadis)
- 1889–1896 Germanos (Kalligas)
- 1896–1901 Prokopios (Oikonomidis)
- 1902–1917 Theoklitos (Minopoulos)
- 1918–1920 Meletios (Metaxakis)
- 1920–1920 Theoklitos (Minopoulos) podruhé

### Arcibiskupové Athén a celého Řecka
- 1923–1938 Chrysostomos I.
- 1941–1941 Chrysanthos
- 1941–1949 Damaskinos
- 1949–1956 Spyridon
- 1956–1957 Dorotheos
- 1957–1962 Theoklitos II.
- 1962–1962 Iakovos
- 1962–1967 Chrysostomos II.
- 1967–1973 Ieronymos I.
- 1973–1998 Serafeim
- 1998–2008 Christodoulos
- od 2008 Ieronymos II.

## Vztahy s Konstantinopolským patriarchátem a dalšími církvemi
Roku 2003 došlo ke sporu mezi Církví Řecka a Konstantinopolským patriarchátem kvůli eparchiím Nových zemí, v důsledku čehož 30. dubna 2004 Konstantinopolská církev přerušila správní a eucharistické společenství s Církví Řecka. Poté co Řecká církev na konci května téhož roku vyjádřila svou připravenost splnit podmínky patriarchálního a synodálního aktu z roku 1928 v plném rozsahu, se 4. června konalo zasedání Svatého synodu Konstantinopolského patriarchátu, kterému předsedal patriarcha Bartoloměj I. Po zasedání bylo obnoveno eucharistické společenství.

### Problém autokefality Ukrajiny
Dne 12. října 2019 Svatý synod Církve Řecka potvrdila právo ekumenického patriarchátu udělit autokefalitu Pravoslavné církvi Ukrajiny. Arcibiskup Ieronymos a metropolita Ignatios (Georgakopoulos), předseda Synodální komise pro mezipravoslavné a mezikřesťanské vztahy, zároveň ve svých projevech odkázali na článek ústavy církve který zavazuje Církev Řecka být v doktrinální jednotě s „Velkou konstantinopolskou církví“. Metropolita Ignatios poznamenal, že se nelze bát možné reakce Moskevského patriarchátu, protože podle něj Ruská pravoslavná církev v každém případě vždy jedná proti duchu církevnosti a nerespektuje autokefalitu a nezávislost naší církve. Dne 21. října 2019 zaslal athénský arcibiskup metropolitovi Epifaniju „mírový dopis“, což je oficiální uznání Pravoslavné církve Ukrajiny.
V reakci na to patriarcha moskevský Kirill 3. listopadu při liturgii poprvé nezmínil jméno arcibiskupa Ieronyma mezi primasy autokefálních církví, což bylo v médiích interpretováno jako zastavení eucharistického společenství mezi církvemi.
Metropolita Ilarion (Alfejev) uvedl že Ruská pravoslavná církev bude v eucharistickém společenství s těmi biskupy Církve Řecka, kteří jsou proti uznání autokefality ukrajinské církve.